# Ctenosaura bakeri
Ctenosaura bakeri є видом шипохвостих ігуан, ендемічним для острова Утіла, одного з островів Бей біля узбережжя Гондурасу в Карибський басейн.
Це єдиний вид ігуан і один із двох видів ящірок, які населяють виключно солонуваті мангрові болота, змушені туди через конкуренцію з боку більших видів. Це найменший із трьох видів ігуан, знайдених на Утілі, і унікальний серед шипохвостих ігуан, оскільки народжується темного кольору на відміну від яскраво-зеленого чи жовтого. Це дерево і переважно травоїдна тварина, хоча може бути й умовно м'ясоїдною твариною. Самці можуть виростати до 76 сантиметрів у довжину, тоді як самиці менші, з довжиною до 56 сантиметрів. Яйця відкладаються на піщаних пляжах і вилуплюються приблизно через 60–76 днів, а дитинчата повертаються жити в мангрові ліси.
Доведений до межі зникнення в 1990-х роках через полювання, він повернувся до міжнародної уваги німецьким герпетологом доктором Гюнтером Келером і його книгою «Рептилії Центральної Америки». Попри те, що кілька зоопарків і асоціацій дикої природи запровадили програми для виду, цей вид все ще перебуває під загрозою через надмірне полювання та може зіткнутися з більшою загрозою у вигляді втрати середовища проживання. Щоб запобігти вимиранню цього виду, вживаються надзвичайні зусилля щодо збереження.